# HD 101067
HD 101067 ( eller HR 4476) är en misstänkt dubbelstjärna i den mellersta delen av stjärnbilden Kentauren som också har Bayer-beteckningen C3 Centauri. Den har en skenbar magnitud av ca 5,46 och är svagt synlig för blotta ögat där ljusföroreningar ej förekommer. Baserat på parallax enligt Gaia Data Release 2 på ca 9,5 mas, beräknas den befinna sig på ett avstånd på ca 342 ljusår (ca 105 parsek) från solen. Den rör sig närmare solen med en heliocentrisk radialhastighet på ca –0,2 km/s och ingår i rörelsegruppen Hyadströmmen.

## Egenskaper
Den synliga stjärnan i HD 101067 är en orange till gul jättestjärna av spektralklass K2 III, som har förbrukat förrådet av väte i dess kärna och utvecklats bort från huvudserien. Den har en massa som är ca 2,2 solmassor, en radie som är ca 16 solradier och har ca 96 gånger solens utstrålning av energi från dess fotosfär vid en effektiv temperatur av ca 4 500 K.